# Семенов Федір Олексійович
Федір Олексійович Семенов (рос. Фёдор Алексеевич Семёнов; 1 травня 1794, Курськ — 29 квітня 1860, Курськ) — російський астроном-аматор. Перший спадковий почесний громадянин Курська. Дід винахідника Анатолія Уфімцева.

## Життєпис
Народився в Курську 20 квітня [1 травня] 1794 року в сім'ї купця. Самостійно вивчив математику (арифметику, алгебру, тригонометрію, основи вищої математики), астрономію, фізику, хімію. Після смерті батька успадкував велике торгове підприємство і використовував свій капітал для того, щоб займатися наукою.
У 1858 році нагороджений Золотою медаллю Російського географічного товариства.
Мешкав у Курську в будинку на вулиці Нижній Лазаретній. Помер у Курську 17 [29] квітня 1860 року. Похований у Курську на Микитському кладовищі. У 1874 році, коштом тодішнього міського голови Прокопія Устимовича, на могилі встановлений пам'ятник.

## Наукова діяльність
На кошти, отримані у спадок, створив хімічну лабораторію, де проводив безліч досліджень, отримав різні гази, солі, кислоти, готував фарби та вибухові суміші. З 1813 року і до кінця життя, перший у Курську, вів систематичні метеорологічні спостереження, які регулярно друкувалися в «Курських губернських відомостях» та низці петербурзьких видань.
Самостійно виготовив низку унікальних приладів, зокрема рефрактор з фокусною відстанню 180 см. У 1820 році самостійно вигоровив токарний верстат та верстат для точіння та шліфування оптичного скла, у 1825 році виготовив телескоп, довжиною 3,5 метра та зі збільшенням у 40 разів.
Систематично проводив спостереження різних астрономічних об'єктів, але особливо його цікавили сонячні і місячні затемнення. Автор 50 монографій та статей, зокрема:
- «Про затемнення в 1833, які видно будуть в Росії». 1832;
- «Зауваження на обчислення про повні сонячні затемнення, представлені Паризькою Академією Наук» / «Северная пчела», № 104. «Курські губернські відомості» № 17. 1846;
- «Карта повного сонячного затемнення, яке мабуть буде в Європі 16 (28) липня 1851 пополудні з необхідними до цієї карти поясненнями» / «Географические известия», випуск 2-й, «Москвитянин» № 9, 1850;
- «Таблиці показання часу місячних та сонячних затемнень з 1840 по 2001 рік, на московському меридіані, за старим стилем, обчислені та складені Федором Семеновим» / «Записки Російського Географічного Товариства», книга XI. 1856[d];
- «Таблиці для встановлення та перевірки годинника за середнім часом м. Курська, які „також можуть служити керівництвом і для інших місць“» / Курськ. 1860.

У рукописних працях залишився твір «Кліматологія Курська».
Користувався допомогою російських астрономів Дмитра Перевощикова та Олексія Савича.

## Вшанування

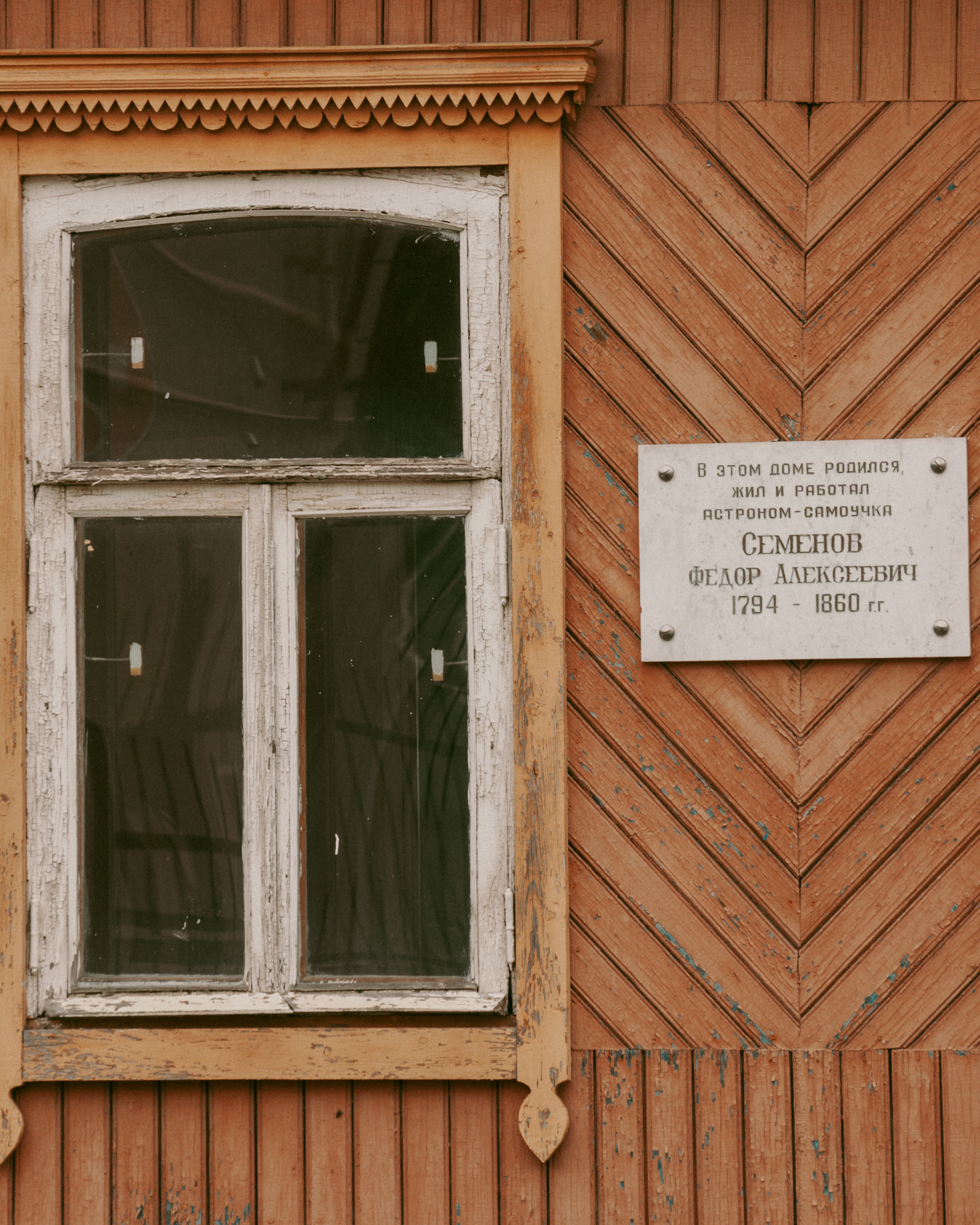
Меморіальна дошка.

- У 1895 році за ініціативи наставника історії та географії П. Г. Попова, побудована астрономом обсерваторія названа «Семенівською метеорологічною обсерваторією».
- Ім'я астронома увічнено у назвах: вулиці Центрального округу Курська (до 1894 року — Нижня Лазаретна), Центральної міської бібліотеки Курська.
- 14 серпня 1986 року у будинку № 14 по вулиці, де він народився і жив, засновано Будинок-музей (відкритий 12 вересня 1990 року). На фасаді будівлі встановлено меморіальну дошку.

## Виноски
1. ↑  За особливо вчені праці та великі знання щодо астрономії[1].
2. ↑  Нині вулиця Семеновська, № 14[1].
3. ↑  Нині експонується у Курському обласному краєзнавчому музеї[1].
4. ↑  В праці наведені обчислені ним елементи 243 місячних і 172 сонячних затемнень, видимих в північній півкулі. За неї удостоєний Золотої медалі Російського географічного товариства[5].